# Hypoponera punctatissima
Hypoponera punctatissima (лат.) — широко распространённый инвазивный вид муравьёв (Formicidae) рода Hypoponera из подсемейства Ponerinae. Был впервые описан в 1859 году австрийским энтомологом Юлиусом Рогером (нем. Julius Roger; 1819—1865) по материалам из теплиц Берлина (Германия).

## Распространение
Один из самых распространённых понериновых муравьёв, завезён практически во все тропические и субтропические зоогеографические регионы, многие океанические острова. Встречается от Новой Зеландии на юге ареала до северной Европы (найден в Англии и Норвегии). В России на север до Московской и Нижегородской областей и Чувашской Республики.

## Описание
Мелкие муравьи (2—3 мм) тёмно-коричневого цвета, глаза мелкие, незаметные. Усики самок и рабочих состоят из 12 члеников, а у самцов — из 13. Длина головы рабочих муравьёв 0,56—0,72 мм (ширина головы — 0,46—0,60 мм), длина скапуса усиков — 0,35—0,43 мм, длина груди — 0,70—0,90 мм. Самцы эргатоидные.

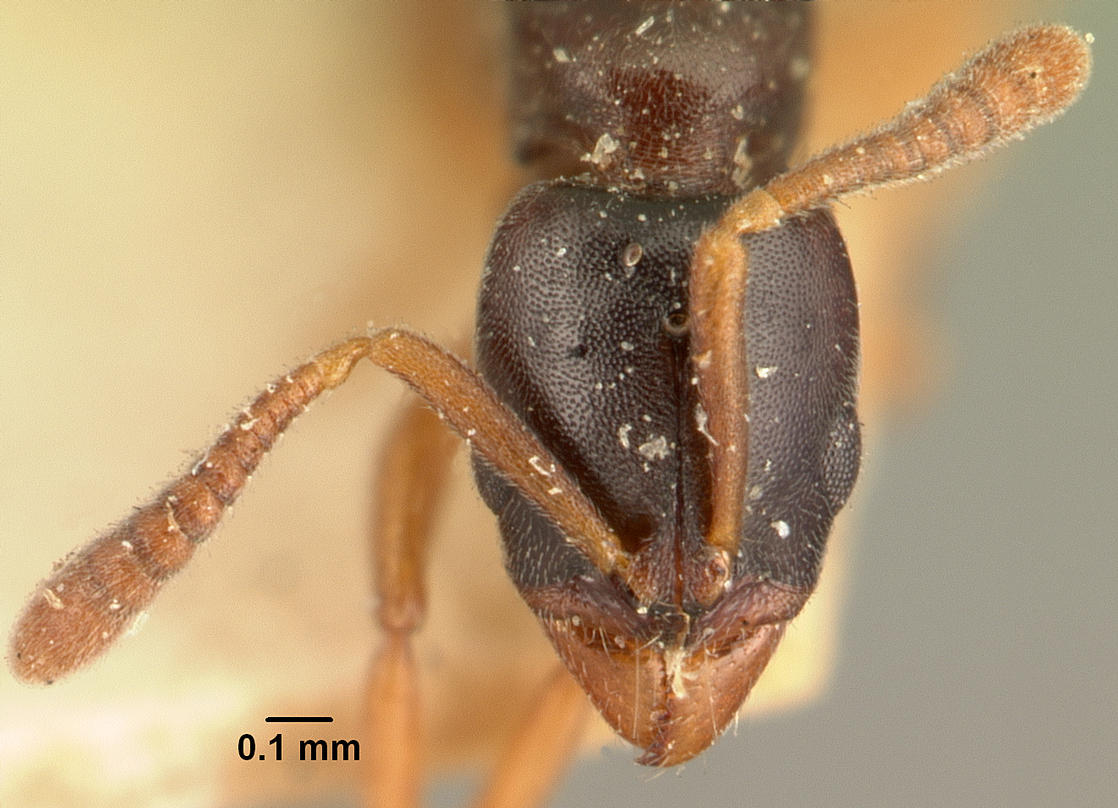
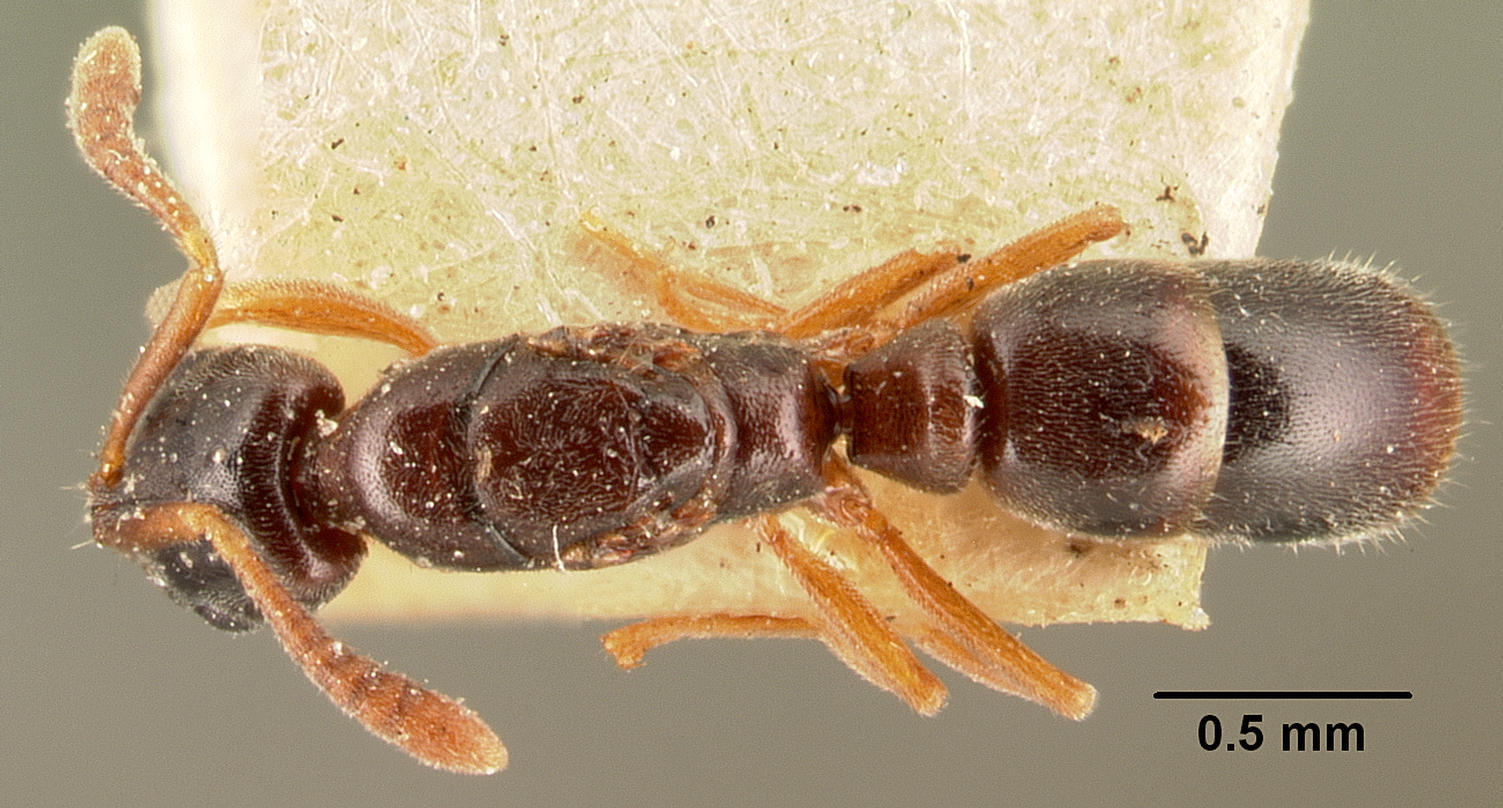

## Биология
Гнездятся, как правило, в почве или гнилой древесине. Хищники. Hypoponera punctatissima был завезен в Европу несколько веков назад, где встречаются в обогреваемых помещениях, в оранжереях, теплицах, конюшнях, в цветочных горшках, в мусорных кучах, в древесных опилках. В семьях до 200 рабочих муравьёв, несколько самок и самцов.